# Aegis (mythologie)

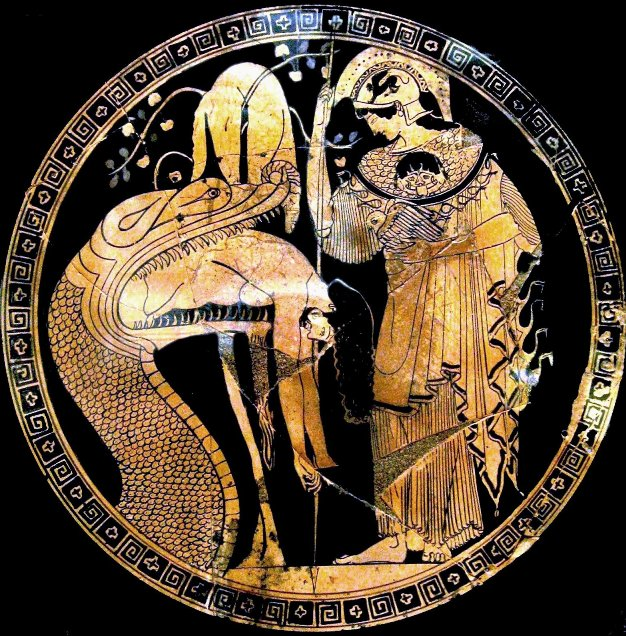
Douris beker (480-470 v.Chr.) : Jason wordt uitgespuwd door de slang; Athena (rechts) draagt het Aegis met het gorgonenkopje

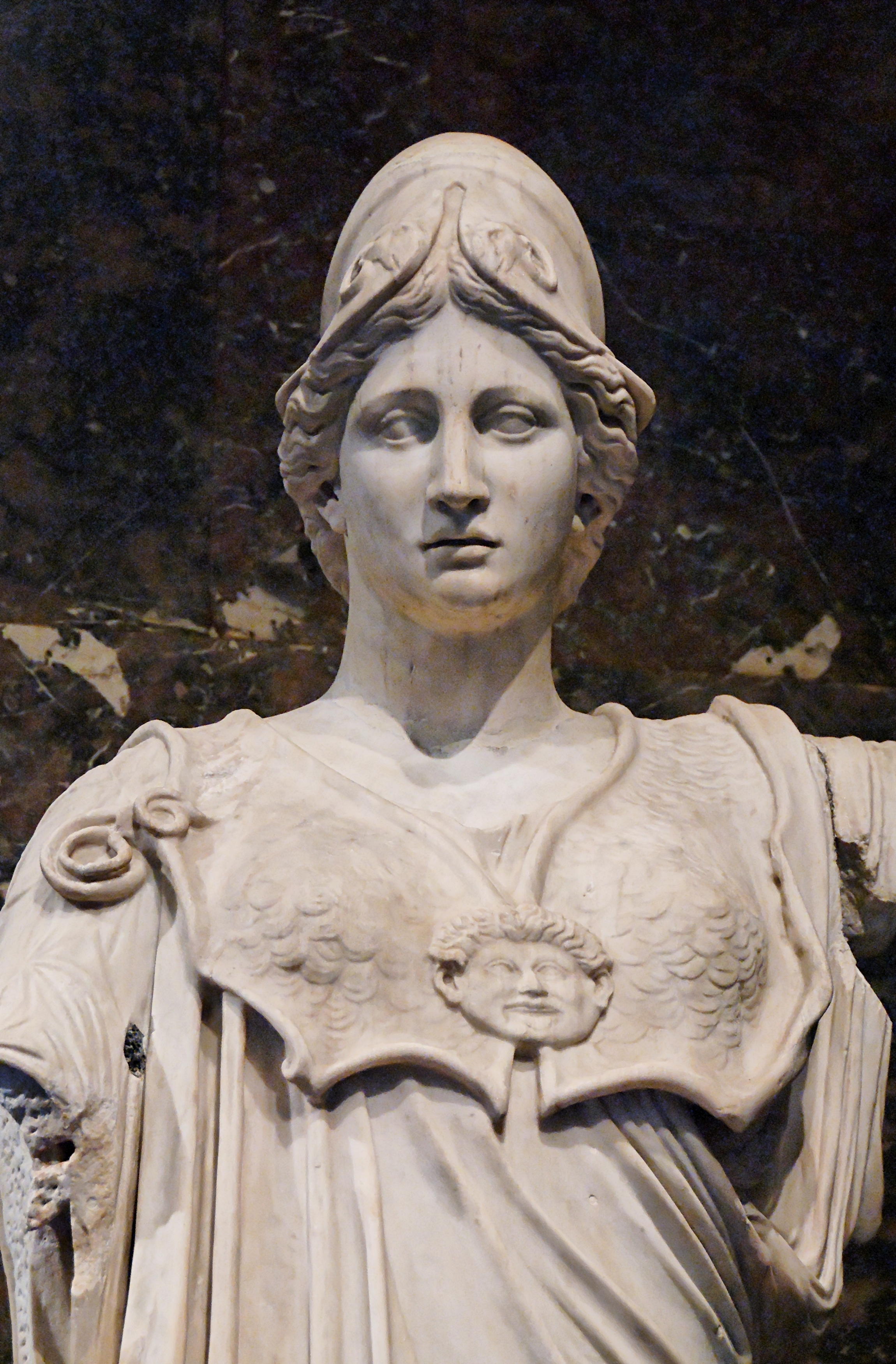
Athena Itonia met de aegis. Romeinse kopie (1-2de eeuw na Chr.) van een Grieks origineel uit de late 5de eeuw v.Chr. - Louvre, Parijs

De aigis (Oudgrieks αἰγίς) of aegis (Latijn) is een attribuut van verschillende figuren uit de Griekse mythologie.
Het is in het bijzonder (onder meer bij Homeros) het wapenschild van Zeus. Het werd voor hem gemaakt door Hephaistos en bevat een gorgonenkopje in het midden. Het schild stond oorspronkelijk symbool voor een stormwolk, en het woord komt waarschijnlijk van het Griekse ἀίσσω, wat snelle bewegen betekent. Wanneer Zeus met het schild schudde, werd de berg Ida in wolken gehuld, en donder rolde over haar zijden. Zeus leende het schild soms aan Athena en Apollo.
Bij Hyginus staat dat Zeus de huid van de geit Amaltheia, die hem gezoogd had op Kreta, gebruikte (αἰγίς betekent onder meer geitenvel). Dit schild gebruikte Zeus in zijn strijd tegen de Giganten.
Een bekender verhaal zegt dat Aigis een vuurspuwend monster was dat gedood werd door Athena. Zij ging het vel van dit monster dragen als een kuras. Nog weer andere verhalen zeggen dat het schild gemaakt is van het vel van Athena zelf.
Tevens staat deze naam bekend als gelieerd aan de god van de zee.
Een ander verhaal zegt dat het geitenvel alleen werd gebruikt als ondersteuning voor het schild. Het werd op deze manier over de rechterschouder en onder het linkerarm doorgehaald, zodat heel de borst beschermd was. Zo kon het gebruikt worden of als kuras of als schild, wanneer je het van je lichaam afhaalde. Op deze manier wordt het schild vaak afgebeeld op schilderijen. Ook is dit vaak te zien op standbeelden van keizers, koningen en helden uit de oudheid.
De moderne interpretatie over de oorsprong van de aegis gaat terug tot de Hettieten. Zij hadden een heilige jachttas (kursas) die bestond uit een ruwharig geitenvel en die toebehoorde aan de opperpriester. Het bestaan hiervan is overtuigend aangetoond in literaire teksten en in de iconografie door H.G. Güterbock. Dit wordt dan ook aanvaard als de meest waarschijnlijke oorsprong van de aegis..